# Cúp quốc gia Wales 1965–66
Cúp quốc gia Wales FAW 1965–66 là mùa giải thứ 79 của giải đấu bóng đá loại trực tiếp hàng năm dành cho các đội bóng ở Wales.

## Từ viết tắt
Tên giải đấu nằm sau tên các câu lạc bộ.
- CCL - Cheshire County League
- FL D2 - Football League Second Division
- FL D3 - Football League Third Division
- FL D4 - Football League Fourth Division
- SFL - Southern Football League
- WLN - Welsh League North

## Vòng Năm
Vòng này có sự tham gia của 10 đội thắng ở vòng Bốn và 6 đội mới.
| Số thứ tự trận | Đội nhà         | Tỉ số | Đội khách       |
| -------------- | --------------- | ----- | --------------- |
| 1              | Chester (FL D4) | 4–1   | Wrexham (FL D4) |

## Vòng Sáu
| Số thứ tự trận | Đội nhà                | Tỉ số | Đội khách              |
| -------------- | ---------------------- | ----- | ---------------------- |
| 1              | Newport County (FL D4) | 2–2   | Chester (FL D4)        |
| đá lại         | Chester (FL D4)        | 2–0   | Newport County (FL D4) |

## Bán kết
| Số thứ tự trận | Đội nhà              | Tỉ số | Đội khách            |
| -------------- | -------------------- | ----- | -------------------- |
| 1              | Swansea Town (FL D3) | 3–1   | Merthyr Tydfil (SFL) |
| 2              | Bangor City (CCL)    | 0–3   | Chester (FL D4)      |

## Chung kết
Trận đá lại diễn ra trên sân của Chester.
| Số thứ tự trận | Đội nhà              | Tỉ số | Đội khách            |
| -------------- | -------------------- | ----- | -------------------- |
| 1              | Swansea Town (FL D3) | 3–0   | Chester (FL D4)      |
| 1              | Chester (FL D4)      | 1–0   | Swansea Town (FL D3) |
| đá lại         | Chester (FL D4)      | 1–2   | Swansea Town (FL D3) |